# Vállaj
Vállaj è un comune dell'Ungheria di 1 038 abitanti (dati 2001). È situato nella contea di Szabolcs-Szatmár-Bereg.